# Associação Desportiva Valecambrense
A Associação Desportiva Valecambrense é um clube português, localizado na cidade de Vale de Cambra, distrito de  Aveiro. Disputa o Campeonato Distrital e a Taça da Associação de Futebol de Aveiro.

## História
Oficialmente a Associação Desportiva Valecambrense foi fundada em 1 de Dezembro de 1962, data de envio dos seus Estatutos à Secretaria de Estado da Educação Nacional, para aprovação.
Aqueles Estatutos foram aprovados por sua Excelência o Secretário de Estado, em 15 de maio de 1964 e publicados no Diário do Governo n.º 123, III Série, de 23 de maio de 1964.
Contudo, conforme se pode inferir e constatar da documentação e dos escritos inscritos no livro ”Contributo Para o Conhecimento da História  da Associação Desportiva Valecambrense”, da autoria de Martinho Tavares de Almeida, que sucintamente abaixo se transcrevem, com a devida vénia, tudo começou quando, em 1921, apareceu o FUTEBOL na Gandra de Cambra (hoje Vale de Cambra ?). Foram os primeiros pontapés na bola, plenos de sonhos da juventude e de generosidade para com ela, como refere o autor. Sabe-se que entre aquele ano de 1921 e 1930, muitos encontros de futebol foram disputados, todavia sem carácter oficial.
Em 22 de janeiro de 1931, é criado o Vale de Cambra Sport Club (antecessor da Associação Desportiva Valecambrense) que passou a realizar diversos desafios de futebol com equipas vizinhas no Campo das Secas, com destaque para a União Desportiva Oliveirense.
Na época desportiva de 1933/34, O Vale de Cambra Sport Club, inicia a sua participação no Campeonato Promocionário da Associação de Futebol de Aveiro, que se prolonga até à época desportiva de 1936/37.
No ano de 1938, é fundada a Associação Desportiva Valecambrense, numa reunião de sócios-jogadores, onde foi deliberada a organização dos estatutos e concurso ao Campeonato de Promoção da A. F. Aveiro.
Logo na época desportiva de 1938/39, aparece a Associação Desportiva Valecambrense a disputar o dito Campeonato, participação que se prolongou até finais de 1947 princípios de 1948 (época desportiva de 1947/48), altura em que termina a sua participação oficial no Campeonato Promocionário da Associação de Futebol de Aveiro, por razões de vária ordem, nomeadamente de carácter directivo e, pode mesmo afirmar-se, que é extinta como colectividade desportiva organizada, uma vez que não mais se fazem referências a jogos disputados com a sigla A. D. V.. 
Dura, assim, cerca de dezena e meia de anos o ressurgimento da Associação Desportiva Valecambrense, no ano de 1962.A Associação Desportiva Valecambrense é filiada na Associação de Futebol de Aveiro, é sócio fundador da Federação das Colectividades de Vale de Cambra e tem um sistema de Contabilidade Organizada.
O clube foi fundado em 1962 e é liderado actualmente por uma comissão administrativa composta, à cabeça, por Armando Gomes, Bruno Melo, Jorge Rodrigues e Nuno Queirós. A equipa de seniores participa na época de 2007-2008, no campeonato nacional da 3ª Divisão, Série C. Na Taça de Portugal o ponto mais alto que este clube conseguiu foi chegar à 3ª eliminatória sendo nessa eliminado pelo Nelas.
A sua referência maior teve o nome de Rui Filipe, jogador do FCP, que viria a falecer num acidente de viação. 
Na época desportiva de 2005/2006, a Associação Desportiva Valecambrense, em parceria com uma empresa do ramo, emitiu, como inovação e pela primeira vez no seu vasto historial, uma série de cadernetas e cromos de todos os dirigentes, atletas seniores e das camadas jovens, que teve uma franca adesão dos sócios e simpatizantes.
Todos os anos, a Associação Desportiva Valecambrense organiza um jantar alusivo à sua fundação para angariação de fundos, tendo comemorado, em Dezembro de 2006, o seu 44.º aniversário. 
Em 17 de abril de 2007, foi enviado à Presidência do Conselho de Ministros, um processo completo para atribuição do Estatuto de Utilidade Pública à A. D. V., nos termos do Decreto – Lei n.º 460/77, de 7 de Novembro, já devidamente recepcionado, a que coube o n.º 029/07, aguardando-se o seu normal e necessário desenvolvimento até à aprovação final, colmatando-se, deste modo, uma brecha no Clube, para efeitos fiscais.

## Histórico do Futebol Sénior

### Classificações
| Escalão          | 05/06 | 06/07 | 07/08 | 08/09 | 09/10 | 10/11 | 11/12 | 12/13 | 13/14 |
| ---------------- | ----- | ----- | ----- | ----- | ----- | ----- | ----- | ----- | ----- |
| 1ª Liga          | -     | -     | -     | -     | -     | -     | -     | -     | -     |
| 2ª Liga          | -     | -     | -     | -     | -     | -     | -     | -     |       |
| II Divisão       | -     | -     | -     | -     | -     | -     | -     | -     | -     |
| III Divisão      | 6º    | 9º    | 7º    | 12º   | -     | -     | 12º   | -     | -     |
| 1º Escalão Dist. | -     | -     | -     |       | 7º    | 2º    | -     | -     | -     |
| 2º Escalão Dist. | -     | -     | -     | -     | -     | -     | -     | -     | 3º    |

## Estádio
A equipa efectua os seus jogos em casa no Estádio Municipal das Dairas, que situa-se perto do centro da cidade, e possui capacidade para 1500 espectadores.